# Methods of Mayhem
Methods of Mayhem – amerykańska grupa wykonująca szeroko pojętą muzykę rockową.
Grupa Methods of Mayhem powstała w 1999 roku w wyniku kolaboracji rapera TiLo i perkusisty Tommy'ego Lee, który opuścił na pewien czas swój stary zespół Mötley Crüe.
Pod koniec 1999 roku zespół wydaje swój pierwszy album Methods of Mayhem. Na albumie pojawili się gościnnie Fred Durst, The Crystal Method, Kid Rock, Snoop Dogg, Lil' Kim, George Clinton i Mix Master Mike. Tommy Lee napisał większość piosenek podczas pobytu w więzieniu za pobicie swojej byłej żony Pameli Anderson. Album okazał się sukcesem i został sprzedany w ponad 500.000 egzemplarzach.

## Muzycy
| Obecny skład zespołu - Tommy Lee - śpiew, gitara, perkusja (1999–2000, od 2009) - John "J3" Allen III - gitara, śpiew (od 2009) - DJ Aero - gramofony (1999–2000, od 2009) - Marty O'Brien - gitara basowa, syntezator, śpiew (2000, od 2009) - Morgan Rose - perkusja (od 2010) |  | Byli członkowie zespołu - Stephen Perkins - perkusja (1999–2000) - Will Hunt - perkusja (2009–2010) - TiLo - śpiew (1999–2000) - Chris Chaney - gitara basowa (1999–2000) - Mix Master Mike - gramofony (1999) - Kai Marcus - gitara, śpiew (1999–2000) - Kevin "Doc" Sullivan - instrumenty klawiszowe, śpiew (1999–2011) |

## Dyskografia
| Methods of Mayhem                | - Data: 7 grudnia 1999 - Wydawca: Geffen / MCA         | 71  | 195 | 32 | - USA: złota płyta |
| A Public Disservice Announcement | - Data: 21 września 2010 - Wydawca: Roadrunner Records | 153 | —   | —  |                    |
| "—" album nie był notowany.      |                                                        |     |     |    |                    |

## Teledyski
| Tytuł        | Rok  | Reżyseria     | Album                            |
| ------------ | ---- | ------------- | -------------------------------- |
| "Get Naked"  | 2000 | Chris Hafner  | Methods of Mayhem                |
| "New Skin"   | 2000 | —             | Methods of Mayhem                |
| "Fight Song" | 2010 | —             | A Public Disservice Announcement |
| "Time Bomb"  | 2010 | Myriam Santos | A Public Disservice Announcement |